# Sascha Wallscheid
Sascha Wallscheid (Saarlouis, Saarland, 3 de novembre de 1966) va ser un ciclista alemany que s'especialitzà en el ciclisme en pista. Va guanyar una medalla de bronze al Campionat del món en tàndem de 1985, fent parella amb Franck Weber.

## Palmarès
- 1985
  -  Campió d'Alemanya amateur en Quilòmetre